# Patrick Chinamasa
Patrick Chinamasa, född 25 januari 1947 i Syd-Rhodesia, är en zimbabwisk politiker. Han är en ledande medlem av partiet Zanu-PF och landets justitieminister sedan år 2000. Han har varit kontroversiell och flera domare har avgått på grund av vad de anser vara politisk inblandning i rättsväsendet.